# 재일학도의용군
재일학도의용군(在日學徒義勇軍, Student Volunteer Force of Koreans in Japan)은 한국 전쟁에 자발적으로 참전한 재일동포 출신 학도의용군이다.
국군과 미군에 배속되어 인천 상륙 작전부터 종전시까지 여러 전투에서 활약하였으며 당시 재일학도의용군들은 모자, 가슴, 팔에 재일학도의용군이라고 기록한 천을 두르고 있었다.

## 카투사의 모태설
1950년 6.25일 한국 전쟁 발발 이후 재일 한국인들이 참전을 원했지만 처음에는 미국 극동군사령부가 참전을 반대했다. 
그러나 본토에서 급파된 대부분의 미군 전투 병력들이 처음으로 한국에 도착하여 전투임무를 수행하는 것에 부담을 가지고 있었고  따라서 미군들이 한반도에 도착하자마자 생소한 지리와 언어, 풍습이 낯선 환경에서 전투를 시작하는 것 보다는 한국의 지리와 풍습 그리고 언어에 능숙한 한국인 병사들이 보조하는 것이 효과적일 것이라고 미국 극동군사령부가 판단하여 인천 상륙작전 직전 방침을 바꾸어 재일 한국인들의 참전을 허락하였다.
그리하여 재일학도의용군 1진이 미 제7보병사단에 배속되어 인천 상륙 작전에 참가하였는데 이런 사실 때문에 재일학도의용군을 카투사(KATUSA)의 모태로 보는 견해가 존재한다.
그러나 비슷한 시기지만 카투사는 대략 3주 정도 빨리 950년 8월 15일 이승만 대통령과 더글라스 맥아더 유엔군사령관 간의 합의에 따라 공식화되었으며, 육군본부가 8월 16일에 국군 313명을 일본으로 이동시켜 8월 24일까지 총 8,625명의 국군을 미 제7사단에 배속하였으며, 20일에는 주한미군의 미 제2사단, 미 제24사단, 미 제25사단, 제1기병사단도 최초로 각각 250명씩 배속을 했기 때문에 성격은 비슷했지만 모태로 보기에는 무리가 있다.

## 참전 배경 및 출정 과정
1950년 6.25일 한국 전쟁 발발 이후 재일본대한민국민단(이하 '민단')이 중심이 되어 조국을 지원하는 방안을 강구하고 있는 동안, 재일교포 청년들은 참전을 위한 빠른 행보를 시작하고 있었다. 전쟁 발발 소식을 전해들은 지 이틀 후인 6월 27일, 도쿄지역 유학생들이 주축이던 한국학생동맹이 긴급회의를 소집했다. 이 날 회의에서는 약 1백여 명의 회원들이 참석하여 위기에 처한 조국의 상황에 대한 정보를 교환하고, 향후 어떻게 할 것인가에 대해서 심각하게 토론했다. 그 무렵 한국의 초대 문교부장관을 지냈던 안호상 박사가 대한청년단 단장의 자격으로 일본을 방문하고 있는 중이었다. 6.25 전쟁 발발 소식이 일본에 전해진 6월 25일 재일동포 청년 학생들의 조국전선 참전운동을 자세하게 관찰할 수 있었던 안호상은 “재일교포 청년들은 맥아더 사령부까지 찾아가 참전하도록 해 달라고 청원할 정도의 열성을 보였다.”고 회고하였다.
이 회의에서 학생들은 결국 조국의 위기를 두고 볼 수 없다는 전제 하에 학업을 일시 중단하는 한이 있더라도 조국에 돌아가 국군과 함께 싸워야 한다는 결론을 내렸다. 이러한 한국학생동맹의 결정은 비슷한 시기에 민단에서 조국전선에 전투원을 보내자는 명목의 참전 운동을 결정한 것과 맥을 같이 하는 것이었다.
그에 따라 민단과 한국학생동맹은 별도로 이 일을 추진하는 것 보다는 서로 연대하여 활동하는 것이 훨씬 가능성이 높을 뿐만 아니라 효과적일 것이라고 판단하였다. 그래서 한국학생동맹과 민단은 7월 17일에 재일한교자원병 임시사무소를 설치하는데 합의하고, 이 사무소를 운영하기 시작했다. ;한국전쟁시 학도의용군』, 159.
재일동포 사회가 합심하여 조국에 전투병을 파견하기로 합의하였고, 이를 위해서 모병을 하고 있다는 소식이 전해지자, 일본 전역에서 청년과 학생들이 열렬히 호응하며 지원하기 시작했다. 그리고 두 단체가 합동으로 지원병을 접수하는 활동을 시작한 지 얼마 되지 않아 도쿄에서만 120명, 오사카에서 약 80명이 참전의사를 밝혔고 나라 현 13명, 미야기 현 7명을 비롯해 고베, 교토 등 일본 전역에서 약 1천여 명 가량이 지원서를 제출한 것으로 집계되었다.
이처럼 민단과 한국학생동맹 주축으로 일단 지원병을 모집하는 단계까지는 성공적으로 진행되었으나, 그것만으로 모든 문제가 해결되는 것은 아니었다. 모집된 인원을 전쟁에 참가시켜야 했기 때문이다. 이 문제를 해결하기 위해서 민단과 한국학생동맹이 협조해야 할 곳은 바로 주일한국대표부였다. 그런데 당시 주일한국대사관의 역할을 대신하고 있던 주일한국대표부는 재일동포 학생들의 참전에 대해서 시큰둥하게 반응하였다. 이들의 애국심은 높이 평가하지만, 학생들의 본업은 공부이니만큼 학업에 열중하여 장차 전쟁이 끝난 다음 조국의 재건을 위해 일할 수 있는 능력을 키우는 데 전념하라는 것이 주일한국대표부의 입장이었다. 
하지만 위기에 처한 조국을 구하기 위해서 참전하겠다는 청년 학생들의 의지가 완강함을 깨달은 주일한국대표부는 결국 최초의 입장을 철회하고, 스스로 미 극동군총사령부와의 교섭에 나섰다. 자신들을 ‘재일학도의용군’이라 칭하는 많은 자원자들을 전선으로 보내기 위해서는 미 극동군총사령부와의 협조가 필수적이기 때문이었다. 6.25 전쟁에 참전하여 임무를 완수한 재일학도의용군들이 일본으로의 귀환문제에 관해서는 주일한국대표부와 미극동군총사령부와 어떻게 협의가 되었는지에 관해서는 아직까지 정확하게 밝혀진 바가 없다. 아마 주일한국대표부와 미극동군 총사령부 사이에서는 임무를 끝마친 재일학도의용군의 일본귀환에 대해서 원칙적으로 합의를 한 것 같다. 그것은 바로 6.25 전쟁 중 국군과 미군부대에서 제대한 재일학도의용군 중 일부가 미군의 주선으로 일본으로 돌아올 수 있었기 때문이었다. 그런데 1952년 4월에 일본이 미 군정의 지배를 벗어나 주권을 회복함에 따라, 기존의 합의 사항을 이행하지 못하게 된 것이다.
그런데 미 극동군총사령부는 주일한국대표부가 제안한 재일학도의용군의 참전에 대한 지원과 협조를 거부하였다. 향후 전개될 작전의 중요성 때문에 이들을 수송하기 위해서 별도의 시간이나 장비를 할애할 여유가 없을 뿐만 아니라, 군사훈련 경험이 전혀 없는 학생들을 전선에 보내는 것이 결코 향후 군사작전에 별로 도움이 되지 않을 것이라고 판단했기 때문이었다. 이러한 미 극동군총사령부의 반응은 하루라도 빨리 조국전선으로 달려가 조국을 지키겠다는 결심한 재일동포 학생들을 좌절시키는 일이었다. 따라서 이들은 미 극동군총사령부 건물 앞에 가서 탄원서를 쓰기도 하고, 자신들을 한국으로 보내 달라고 연좌농성을 하면서 혈서까지 써가면서 강력한 의지를 표명했다. 이러한 행동이 계속되자 처음에는 거절했던 미 극동군총사령부가 돌연 이들의 요구를 받아들여 이들의 전쟁 참전을 지지하겠다고 나섰다.
이와 같은 어려운 과정을 거친 끝에야 마침내 재일학도의용군이 미군과 함께 조국전선에 참전할 수 있는 길이 열린 것이다.
흥미로운 사실은 처음에는 재일동포 청년들의 참전을 거부하던 미 극동군총사령부가 얼마 지나지 않아서 이들의 참전을 허락한 점이다. 여기에는, 정확하지는 않지만, 몇 가지 다른 이유가 있었던 것 같다. 재일동포 학생들의 강한 참전 의지도 중요했지만, 이 시기에 미군이 계획하고 있던 여러 가지 형태의 군사작전에 재일동포 학생들이 기여할 수 있는 부분이 있다고 판단했기 때문일 수도 있을 것이다. 바로 그런 의미에서 일부 연구들은 당시에 미 극동군총사령부가 재일동포 청년 학생들의 참전을 내심 반겼던 것이 아닌가? 라고 평가하기도 한다.  ; 한국전쟁시 학도의용군』, 160.
이들의 해석에 따르면, 당시에 인천상륙작전을 준비하고 있던 미 극동군총사령부는 미 본토에서 급파된 대부분의 미군 전투 병력들이 처음으로 한국에 도착하여 전투임무를 수행하는 것에 부담을 가지고 있었다고 한다. 따라서 미군들이 한반도에 도착하자마자 생소한 지리와 언어, 풍습이 낯선 환경에서 전투를 시작하는 것 보다는 한국의 지리와 풍습 그리고 언어에 능숙한 사람들이 옆에서 보조하는 것이 필요할 것이라고 판단했다는 것이다. 사실 이미 낙동강 방어선에서 국군과 미군이 북한군에게 밀려서 고전을 면치 못하고 있는 동안, 인원이 부족한 미군 부대에 대한 본국으로부터 병력 증강에 많은 시간이 소요되는 것을 시급히 해결하기 위해서 한국군 병사들을 미군 부대에 배속하여 미군과 함께 같은 부대에서 싸우도록 하는 소위 카투사(KATUSA) 제도는 바로 그러한 맥락에서 도입된 것이었다.한국전쟁시 학도의용군』, 160.
바로 그러한 측면에서 미 극동군총사령부는 미군 본토에서 한국으로 직파되는 부대에 재일동포 학생들을 배속시킴으로써, 한국에 도착하자마자 미군 부대들이 겪어야 할 시행착오를 조금이라도 해결할 수 있기를 기대했을 수도 있다. 이러한 과정을 거쳐 처음에는 재일교포 학생들의 참전을 부정적으로 생각하던 미 극동군총사령부가 이들의 참전을 승낙하자, 재일학도의용군 지원자들은 환호하면서 하루라도 빨리 참전할 수 있기를 고대했다. 
이후 미극동군총사령부는 민단을 통해서 재일학도의용군 대상들에게 미군 부대로 입영하라고 통보하였다. 그런데 이 시기에 조국 전선으로 출정을 지원한 모든 재일동포 청년 학생들이 한 곳에 집결하여 일시에 출발할 수 있는 상황이 아니었다. 재일동포 청년 학생들은 미군의 사전 계획대로 각 지방별로 약간의 시차를 두고 적게는 45명에서부터 많게는 270명까지 몇 차례로 나누어 출발했다. 일본 전역에서 지원한 재일동포 청년 학생들 중에서 가장 먼저 소집 명령이 떨어진 곳은 바로 도쿄지역이었다.
총 78명이 자원한 도쿄 지역의 재일학도의용군들이 훈련을 받았던 곳은 미군이 본토에서 온 신병들을 일본 각 현지 부대로 보내기 전에 잠시 대기시키는 미 8군 보충훈련소가 있던 캠프 드레이크(Camp Drake)였다. 9월 8일에 미군 캠프에 입영한 이들 재일학도의용군 제1진은 한국으로 출발하기 전까지 이곳 훈련 캠프에서 기초적인 군사훈련을 받을 예정이었다. 미군 캠프에 도착한 재일동포 학생들은 가장 먼저 입대 수속을 하기 위해 이름, 생년월일, 주소 등 개인 인적사항을 간단하게 기록한 이후, 신체검사를 받았다. 이러한 과정을 거쳐 입대수속을 마친 재일학도의용군들은 간략하게 영어 시험을 보았다. 이들의 교육과 관리를 책임질 미군 부대에서는 입대자들과의 언어 소통이 무엇보다 가장 시급한 문제였기 때문이었다. 영어시험이 끝나자 전투원 개인에게 분배되는 기본적인 물품, 즉 전투복과 모자 등 의류품, 부대 생활에 필요한 수건, 치약, 칫솔 같은 일용품 등이 지급되었다.
입영 이틀째부터 시작된 군사훈련은 군인으로서의 갖추어야 할 기초적인 군사훈련이었다. 이들을 통제하기 위해서 배정되었던 미군 통제관들은 이들에 대한 교육훈련의 효과를 높이기 위해 재일동포 청년 학생들을 2개 소대로 편성하고, 영어 실력을 기준으로 소대장도 임명했다. 이처럼 임시 부대편성이 끝나자, 곧바로 군사훈련이 시작되었다. 그런데 재일학도의용군들이 기대했던 것과 달리 군사훈련이라는 것이 사격훈련을 포함한 전투훈련이 아니라, 미군식 호령, 상관에게 경례하는 법, 그리고 제식훈련이 전부였다. 미군부대에 입대하기만 하면 당장 총검술과 사격 등의 실제 전투에 꼭 필요한 군사훈련을 기대했던 학생들은 실망하였다. 게다가 군사용어가 전부 영어로 사용되었기 때문에, 영어에 익숙하지 못한 대부분의 재일학도의용군들은 처음에는 제대로 알아듣지 못하고 허둥거리기도 했다.
하지만 미군식 호령에 익숙해지자, 이들은 매우 빠르게 배우고 적응하기 시작했다. 하지만 이들은 아직까지 총을 쏘거나, 수류탄을 던지는 등 직접적인 전투에 필요한 실전 연습을 경험하지 못하고 있었다.
그러던 중, 재일학도의용군이 미군 캠프에 입영한 지 5일쯤 후에, 부대 전체에 이동명령이 하달되었다. 
훈련 캠프를 출발하여 두어 차례 차를 바꿔 탄 이후 재일학도의용군 제1진이 도착한 곳은 바로 요코하마 항이었다. 군용버스에서 내린 재일학도의용군들은 본능적으로 눈앞에 들어온 큰 배가 자신들이 타고 갈 군용선이라는 것을 짐작할 수 있었다. 부랴부랴 인원 점검이 끝낸 후, 재일학도의용군에게 승선 명령이 떨어졌다. 서둘러 승선을 완료하자 그들을 인솔하고 왔던 미군 장교는 배 안에서 지켜야 할 사항에 대해서 간단하게 설명을 해주었다. 추후 별도의 명령이 있을 때까지 선실 밖으로의 출입은 삼가고 특히 갑판 위에는 절대로 올라갈 수가 없다는 명령이었다. 그러나 어느 누구도 이들에게 이 배가 어디로 갈 것인지, 즉 최종 목적지가 어디인지 알려주지 않았다. 나중에 밝혀진 것이지만, 이 배에는 나중에 인천상륙작전의 주력부대로 활약한 미군 제7사단의 병력 1,500명이 승선하고 있었는데, 미군 지도부는 작전에 대한 보안을 유지하기 위해서 미군 병사들에게도 작전에 대한 모든 사항을 비밀로 유지하고 있었다고 한다. 그리고 총도 쏘아 본 적이 없는 초전병들이 대부분이던 재일학도의용군 제1진이 도착한 곳이 인천이라는 사실이 밝혀지기까지는 오래 걸리지 않았다.
재일학도의용군 제1진이 승선한 수송선이 인천 앞 바다에 도착한 것은 9월 16일 오후였다. 이 날이 되어서야 재일학도의용군들은 비로소 자신들이 상륙할 장소가 인천이며, 그리고 훗날 6·25전쟁의 흐름을 한 번에 뒤바꿔 놓았다고 격찬을 받는 인천상륙작전이 성공적으로 시작되었다는 기쁜 소식을 접하였다. 그리고 이들은 이미 인천상륙작전을 성공적으로 끝낸 미군을 주축으로 한 유엔군과 국군이 이미 기세가 한풀 크게 꺾여 버린 인민군을 추격하며 서울로 진군하고 있다는 소식도 전해 들었다. 그런데 인천이 멀리 보이는 먼 바다에 도착한 다음날인 17일, 함내에 있던 미 제7사단 병력은 상륙하기 시작했으나, 재일학도의용군 제1진은 여전히 상륙하지 못했다. 예상치도 못했던 유엔군의 인천상륙작전에 무방비 상태에서 배후를 찔린 인민군이 서울을 사수하기 위해 남아 있던 병력을 최대한 끌어 모아 결사적인 방어전을 펼치고 있었기 때문이었다. 따라서 유엔군에서는 이를 격퇴하여 서울을 탈환하기 위해 꼭 필요한 전투부대를 우선적로 상륙시켰다. 수많은 배가 한꺼번에 몰려들다 보니 전투수행에 꼭 필요한 물자와 병력에게 우선적으로 상륙허가가 떨어졌던 것이다.
드디어 9월 18일 새벽, 재일학도의용군들에게 상륙명령이 하달되었다. 수송선에서 상륙용 단정을 이용해서 해안에 상륙한 재일학도의용군 제1진은 그토록 고대하던 조국의 산하를 제대로 살필 겨를도 없이 곧바로 이동명령을 수령하였다. 상륙 첫날 인천 시내로 진입한 재일동포학도의용군 제1진은 당시 시내 중심가에 위치한 현재의 인천지방검찰청 건물에 주둔하였으며, 혹시 있을지 모르는 인민군 낙오병들의 기습을 대비하여 경계를 강화하며 야영준비에 들어갔다. 그 날부터 재일학도의용군들에게도 주둔지를 방어하는 경계임무가 부여되었다.

## 편성
다음과 같은 미군과 국군의 전투부대 등에 배속되어 전투를 하였다.
- 미국
  - 제3보병사단
  - 제7보병사단
    - 제17보병연대(영어판)
    - 제31보병연대(영어판)

  - 제8군
    - 제6보급부대
    - 제45부대
    - 제60부대
    - 제92화기중대

## 참전자 통계
- 총인원: 642명
- 전사자: 52명
- 실종자: 83
- 일본 귀환자: 265
- 한국 잔류자: 242

## 주요 전투
인천 상륙 작전, 원산 상륙 작전, 갑산 혜산진 탈환 작전, 장진호 전투, 백마고지 전투, 현리 전투, 금성 전투 등에서 활약하였다.

## 출신 유명 군인
- 박두원

## 같이 보기
- 학도의용군

## 참고 자료
- 재일학도의용군동지회 (1990). 《재일동포 6.25전쟁 참전사》.[확인 필요] }}
- 이내주 (2005).  국가보훈처, 편집. 《재일학도의용군의 참전과 활동》. 나라사랑 국가수호정신 학술논문집 I. 국가보훈처.[확인 필요]
- 《한국전쟁시 학도의용군》.[확인 필요]
- 한국전쟁에 참전한 재일동포 청년들… KBS1 ‘KBS 파노라마’[깨진 링크(과거 내용 찾기)]
- 오늘의 추천방송 - KBS 1TV ‘KBS 파노라마’